# Павел (Валуйский)
Архиепи́скоп Па́вел (укр. єпископ Павел; в миру Роман Дмитриевич Валуйский, укр. Роман Дмитрович Валуйський; род. 30 июня 1977 года, Ровеньки, Луганская область, Украинская ССР, СССР) — архиерей Украинской православной церкви (Московского патриархата). Архиепископ Беловодский, викарий Луганской епархии (с 2019 года).

## Биография
Родился 30 июня 1977 года в городе Ровеньки Луганской области. Крещён в 1979 году в Свято-Никольском храме в Ровеньках, прихожанином которого оставался до окончания школы.
В 1984—1994 годах учился в Кленовской средней школе, окончил её с золотой медалью.
В 1994 году поступил в Луганский медицинский университет, став тогда же прихожанином Николо-Преображенского собора в Луганске. В 1997 году исполнял обязанности чтеца в Петропавловском соборе Луганска.
2 июля 1997 года архиепископом Луганским и Старобельским Иоанникием Кобзевым рукоположён в сан диакона, а 7 июля — в сан священника. Служил в Свято-Скорбященском женском монастыре Луганской епархии. В 1997—2001 годах заочно учился в Киевской духовной семинарии.
3 января 1998 года принял монашеский постриг с именем Павел в честь апостола Павла.
С 2000 года служил в Успенском храме села Верхний Минченок, при котором создавалась женская монашеская община; с 2003 года — в Рождество-Богородичном приходе села Красный Деркул. 12 апреля 2003 года возведён в сан игумена.
Занимался поиском сведений о подвижниках и репрессированных священнослужителях Луганской области, на основе которых были, в частности, составлены жизнеописания святых Димитрия Горского и Параскевы Старобельской.
10 декабря 2006 года в храме Рождества Богородицы в Красном Деркуле награждён крестом с украшениями.
В 2007—2011 годах учился в Луганском богословском университете; окончил с отличием бакалавриат. В 2012 году продолжил учёбу; получил квалификацию магистра богословия. С 2011 года работал в Луганском богословском университете преподавателем, а с 2013 года проректором по учебной работе.
12 апреля 2009 года возведён в сан архимандрита.
В 2010—2013 годах был членом Епархиального совета Луганской епархии, в 2010—2014 годах — главой Епархиального отдела социального служения и благотворительности. В 2012—2014 годах был членом общественного совета при Луганской областной государственной администрации.
В 2016 году в Луганском богословском университете защитил докторскую диссертацию; получил учёную степень доктора богословия.
24 марта 2017 года награждён вторым крестом с украшениями.
6 декабря 2019 года решением Священного синода Украинской православной церкви избран епископом Беловодским, викарием Луганской епархии.
7 декабря 2019 года состоялось наречение во епископа Беловодского, викария Луганской епархии.
9 декабря 2019 года в храме преподобных Антония и Феодосия Киево-Печерской лавры состоялась его епископская хиротония, которую совершили: митрополит Киевский и всея Украины Онуфрий (Березовский), митрополит Вышгородский и Чернобыльский Павел (Лебедь), митрополит Луганский и Алчевский Митрофан (Юрчук), митрополит Бориспольский и Броварской Антоний (Паканич), митрополит Днепропетровский и Павлоградский Ириней, митрополит Тульчинский и Брацлавский Ионафан (Елецких), митрополит Тернопольский и Кременецкий Сергий (Генсицкий), митрополит Николаевский и Очаковский Питирим (Старинский), митрополит Белоцерковский и Богуславский Августин (Маркевич), митрополит Полесский и Сарненский Анатолий (Гладкий), митрополит Херсонский и Таврический Иоанн (Сиопко), митрополит Черниговский и Новгород-Северский Амвросий (Поликопа), митрополит Могилёв-Подольский и Шаргородский Агапит (Бевцик), митрополит Харьковский и Богодуховский Онуфрий (Лёгкий), митрополит Почаевский Владимир (Мороз), митрополит Черновицкий и Буковинский Мелетий (Егоренко), митрополит Изюмский и Купянский Елисей (Иванов), митрополит Уманский и Звенигородский Пантелеимон (Бащук), митрополит Северодонецкий и Старобельский Никодим (Барановский), митрополит Нежинский и Прилукский Климент (Вечеря), митрополит Винницкий и Барский Варсонофий (Столяр), архиепископ Шумский Иов (Смакоуз), архиепископ Гурий (Кузьменко), архиепископ Бучанский Пантелеимон (Бащук), архиепископ Яготинский Серафим (Демьянов), архиепископ Городницкий Александр (Нестерчук), архиепископ Новомосковский Евлогий (Пацан), архиепископ Боярский Феодосий (Снигирёв), архиепископ Банченский Лонгин (Жар), архиепископ Фастовский Дамиан (Давыдов), архиепископ Александрийский и Светловодский Боголеп (Гончаренко), епископ Шепетовский и Славутский Евсевий (Дудка), епископ Иванковский Кассиан (Шостак), епископ Хотинский Вениамин (Межинский), епископ Гостомельский Тихон (Софийчук), епископ Барышевский Виктор (Коцаба), епископ Белогородский Сильвестр (Стойчев), епископ Ладыжинский Сергий (Аницой), епископ Дубенский Пимен (Воят), епископ Переяслав-Хмельницкий Дионисий (Пилипчук), епископ Петропавловский Андрей (Василашку), епископ Згуровский Амвросий (Вайнагий).
17 августа 2022 года в Киево-Печерской лавре митрополитом Онуфрием (Березовским) возведён в сан архиепископа.